# Giovanni Malagodi
Giovanni Francesco Malagodi, né le 12 octobre 1904 à Londres et mort le 17 avril 1991 à Rome, est un homme politique italien, cadre du Parti libéral italien et président du Sénat en 1987.

## Biographie
Fils du journaliste et sénateur Olindo Malagodi, Giovanni Malagodi a travaillé pour la Banca Commerciale Italiana, avant d'être désigné représentant de l'Italie à l'Organisation de coopération et de développement économiques.
Il adhère au Parti libéral italien (PLI) en 1953, puis est désigné secrétaire du parti l'année suivante. Élu député la même année, constamment réélu depuis, en 1979 il se fait élire au Sénat. Il demeure sénateur jusqu'à son décès en 1991.
Durant son mandat de secrétaire, il favorise les rapports du Parti libéral avec la Confindustria, c'est-à-dire le patronat italien et s'oppose fermement à tout rapprochement de la Démocratie chrétienne avec le Parti socialiste italien. Aux élections politiques de 1963 le parti obtient le 7 % des voix. Toutefois ce sera un succès sans lendemain, d'autant qu'à partir de 1968 prendra le début un déclin électoral qui en 1976 amènera le PLI au 1,3 %.
Tenu à l'écart du gouvernement dans les années 1960, le Parti libéral s'allie cependant au démocrate-chrétien Giulio Andreotti, lequel nomme plusieurs cadres de son parti dans son second cabinet, dont Giovanni Malagodi lui-même, qui assume le ministère du Trésor. En conséquence de sa nomination au gouvernement, il renonce au secrétariat du Parti libéral, au profit de Agostino Bignardi. Élu président du PLI en 1972, il démissionne en 1977 à la suite de ses désaccords avec la ligne des nouveaux dirigeants, issus pour la plupart de l'aile réformiste du parti. Il est président d'honneur depuis.
Au mois de décembre 1971, il est désigné candidat du Parti libéral à la présidence de la République ; entre le premier et le onzième tours sur les vingt-trois que compte le scrutin, sa candidature oscille entre 47 et 51 suffrages obtenus.
Le 22 avril 1987, après la démission d'Amintore Fanfani nommé à la présidence du Conseil des ministres, Giovanni Malagodi est élu président du Sénat de la République au quatrième tour de scrutin par 208 voix. Il préside la chambre haute du Parlement italien quelques semaines seulement, puisque sont convoquées des élections générales anticipées, à l'issue desquelles il doit céder la présidence du Sénat au républicain Giovanni Spadolini.
Il est nommé commandeur de l'ordre du Mérite de la République italienne le 3 janvier 1981.